# Goloid
Goloid – stop złota, srebra i miedzi opatentowany przez Williama W. Hubbella 22 maja 1877 roku, który miał rozwiązać problemy amerykańskiego mennictwa związane z wahającą się wartością złota i srebra na rynku kruszców. W tym samym roku Hubbell zaproponował wprowadzenie do obiegu monet wybijanych w goloidzie. Pomysł ten nie został jednak zaakceptowany przez Kongres.

## Historia

### Sytuacja na rynku kruszców
Pierwsza połowa XIX wieku to okres, w którym w Stanach Zjednoczonych realizowano politykę kolonizacji i ekspansji na zachodnie obszary kontynentu. Wynikało to z panującego wśród amerykańskich elit politycznych przeświadczenia o dziejowej misji cywilizacyjnej narodu amerykańskiego, tzw. Objawione Przeznaczenie (Manifest Destiny). Ponadto w latach 50. i 60. XIX wieku w Stanach Zjednoczonych na sile przybierała kalifornijska gorączka złota, a w Nevadzie odkryto złoża srebra. Oba wydarzenia wpłynęły na zwiększenie ilości obu kruszców na rynku amerykańskim. W 1853 roku Kongres uchwalił Coinage Act of 1853. Zawarto w nim mechanizm regulujący liczbę drobnych srebrnych monet na rynku. Od tej pory miały być one wybijane na konto rządowe za opłatą w złocie. Zasada ta wprowadziła nieformalnie w Stanach Zjednoczonych standard złota. Srebro zostało zdewaluowane, a moneta jednodolarowa straciła swoje praktyczne znaczenie. Ustawa obniżyła także wagę monet pięciocentowych (half dime), dziesięciocentowych (dime), dwudziestopięciocentowych (quarter) i pięćdziesięciocentowych, obniżając tym samym wartość tych monet tak, aby mogły wrócić na rynek .
W 1861 roku wybuchła wojna secesyjna i Amerykanie zaczęli gromadzić oszczędności w złocie i srebrze. Wraz z końcem konfliktu monety kruszcowe zaczęły powoli wracać do obiegu na rynku. Sytuację na rynku srebra zaburzyły powstanie Cesarstwa Niemieckiego i decyzja Ottona von Bismarcka o ustanowieniu systemu walutowego opartego na standardzie złota. Duże ilości niemieckiego srebra pozostałe na rynku europejskim uniemożliwiły z kolei sprzedaż amerykańskiego kruszcu, który pozostawał w nadwyżkach na rynku krajowym. Rezultatem tego było podpisanie w 1873 roku przez prezydenta Ulyssesa Granta Coinage Act of 1873, który zakończył epokę bimetalizmu na rzecz standardu złota. Nowe prawo wprowadziło do życia tzw. dolar handlowy (ang. Trade Dollar), którego zadaniem było wyprowadzenie nadwyżki srebra za granicę, głównie do Azji.

### Opatentowanie goloidu
22 maja 1877 roku William W. Hubbell opantetował goloid. Był to stop złota, srebra i miedzi w odpowiednich proporcjach: 1 funt złota, 24 funty srebra i 2,5 funta miedzi. Hubbell opisał, że należało je stopić oddzielnie, następnie zlać w jedno naczynie i wymieszać z siarczanem sodu lub siarczanem potasu. Zaznaczył również, że proporcje srebra i miedzi w stosunku do jednego funta złota mogą się różnić. Ilość srebra może zostać zwiększona do 30 funtów lub zmniejszona do 20 funtów. Z kolei ilość miedzi mogła zostać zwiększona do jednej dwunastej funta lub jednej ósmej funta.
23 października 1877 roku senator William A. Wallace złożył w Kongresie projekt ustawy, która miała na celu zalegalizowanie goloidu jako metalu, z którego wybijano by obiegowe monety o nominale jednego dolara, 50 centów i 25 centów. Propozycja zakładała opłacenie monet w wyniku emisji obligacji podlegających wykupowi w ciągu 10 lat, a ich wypłacenie miałoby nastąpić po 20 latach. Początkowo miano wybić monety goloidowe o wartości 400 milionów dolarów. Hubbell uważał, że goloid utrudni fałszowanie monet ze względu na większą gęstość stopu. Projekt wzbudził protesty, uważano bowiem, że złoto i srebro są metalami wystarczającymi dla amerykańskiego systemu monetarnego. Goloid zaś był stopem, a ilość kruszców szlachetnych w nim zawarta nie była wystarczająca, aby moneta miała odpowiednie pokrycie w wartości .
W grudniu Komisja ds. Monet, Wag i Miar Kongresu poprosiła dyrektora U.S. Mint Henry’ego Lindermana o przedstawienie próbnych monet wykonanych z goloidu. Podczas posiedzenia komisji porównano także dolara wybitego w goloidzie i dolara wykonanego ze srebra próby 900. Powierzchowne oględziny nie pozwalały na odróżnienie obu metali. Ostatecznie projekt ustawy został odrzucony. Uznano, że goloid pogorszyłby stan amerykańskiego systemu monetarnego . W celu załagodzenia sytuacji w państwie Kongres przegłosował Bland-Allison Act of 1878. Prawo nakazywało Departamentowi Skarbu comiesięczny skup srebra o wartości 2–4 mln dolarów z kopalni srebra na zachodnie kraju. Spowodowało to powrót tego kruszcu do obiegu rynkowego.